# Boris Rothbart

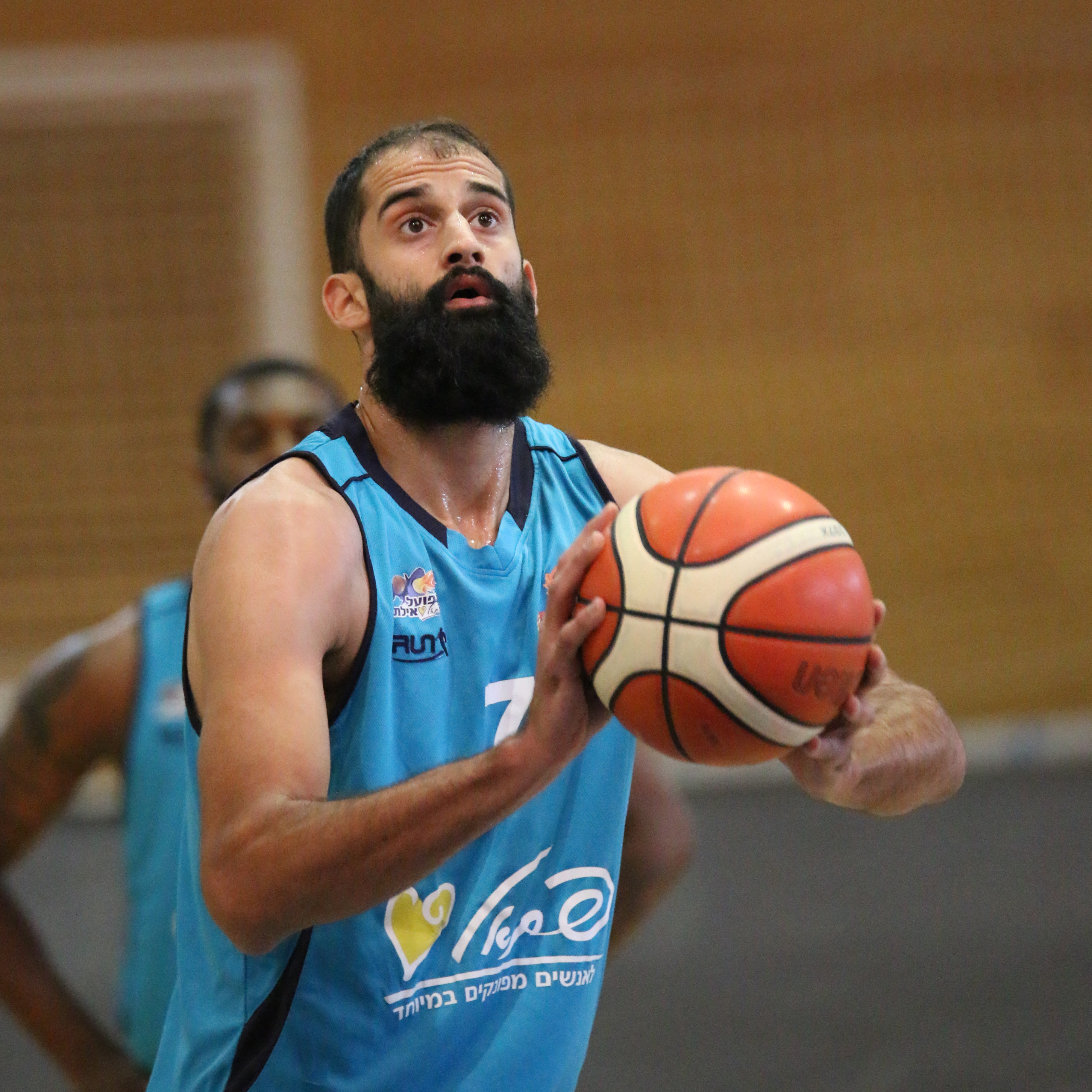

Boris Rothbart, auch Robert Rothbart, (geb. Boris Kajmaković; * 16. Juni 1986 in Sarajevo, Jugoslawien, heute Bosnien-Herzegowina) ist ein israelischer Basketballspieler. Er ist 2,16 m groß und spielt auf der Spielerposition des Centers.

## Spielerlaufbahn
Boris Rothbart wurde in der bosnischen Hauptstadt Sarajevo geboren.
Seine Basketballprofikarriere begann im Jahre 2004 beim französischen Basketballverein Paris Basket Racing in der französischen Ligue Nationale de Basket. Rothbart wechselte im Jahre 2006 nach Israel zu Hapoel Galil Elyon und spielte dort in der israelischen Basketball-Liga Ligat ha’Al bis ins Jahr 2007. Ein erneuter Wechsel erfolgte kurzfristig im Jahre 2008 zum serbisch geprägten Basketballverein von Nektar Banja Luka. Im selben Jahr kehrte er in die erste israelische Ligat ha’Al zurück und spielt seither für Ironi Nahariya.
Boris Rothbart ist im Spielerkader der israelischen Basketballnationalmannschaft. Rothbart bestritt auch für die D1-Auswahl von Bosnien-Herzegowina internationale Spiele.